# Kusel
Kusel là một đô thị thuộc bang Rheinland-Pfalz, Đức, thủ phủ của huyện Kusel. Kusel có cự ly khoảng 30 km về phía tây bắc Kaiserslautern.
Kusel là thủ phủ của Verbandsgemeinde ("đô thị tập thể") Kusel. Fritz Wunderlich sinh ra ở Kusel.